# Інгліс (Флорида)
Інгліс (англ. Inglis) — місто (англ. town) в США, в окрузі Леві штату Флорида. Населення — 1476 осіб (2020).

## Географія
Інгліс розташований за координатами 29°1′59″ пн. ш. 82°39′33″ зх. д. / 29.03306° пн. ш. 82.65917° зх. д. (29.032994, -82.659079).  За даними Бюро перепису населення США в 2010 році місто мало площу 9,48 км², з яких 9,44 км² — суходіл та 0,04 км² — водойми.

## Демографія
Згідно з переписом 2010 року, у місті мешкало 1325 осіб у 620 домогосподарствах у складі 344 родин. Густота населення становила 140 осіб/км².  Було 823 помешкання (87/км²).
Расовий склад населення:
| - 95,4 % — білих - 1,3 % — азіатів - 0,6 % — корінних американців - 0,5 % — чорних або афроамериканців |

До двох чи більше рас належало 1,7 %. Частка іспаномовних становила 4,7 % від усіх жителів.
За віковим діапазоном населення розподілялося таким чином: 16,0 % — особи молодші 18 років, 58,4 % — особи у віці 18—64 років, 25,6 % — особи у віці 65 років та старші. Медіана віку мешканця становила 52,0 року. На 100 осіб жіночої статі у місті припадало 100,8 чоловіків;  на 100 жінок у віці від 18 років та старших — 99,1 чоловіків також старших 18 років.
Середній дохід на одне домашнє господарство  становив 36 967 доларів США (медіана — 26 193), а середній дохід на одну сім'ю — 46 257 доларів (медіана — 34 821). Медіана доходів становила 58 125 доларів для чоловіків та 27 051 долар для жінок. За межею бідності перебувало 35,3 % осіб, у тому числі 44,8 % дітей у віці до 18 років та 15,0 % осіб у віці 65 років та старших.
Цивільне працевлаштоване населення становило 409 осіб. Основні галузі зайнятості: мистецтво, розваги та відпочинок — 20,5 %, освіта, охорона здоров'я та соціальна допомога — 16,4 %, транспорт — 12,2 %, публічна адміністрація — 10,5 %.